# Менаџер у уметности
Менаџер у уметности (или менаџер у култури) је стручњак који се бави планирањем, организацијом, вођењем и контролом ресурса (људских, финансијских, материјалних) у уметничким и културним организацијама, пројектима или у каријерама индивидуалних уметника. Ова професија представља спој између уметничког стваралаштва и менаџерских принципа, са циљем да се омогући стварање, презентација и одрживост уметничких и културних активности.
Улога менаџера у уметности је шира од улоге продуцента (који је обично везан за конкретан пројекат или представу), јер често обухвата дугорочно стратешко планирање, управљање институцијом или каријером уметника.

## Кључне области рада
Менаџер у уметности може бити ангажован у различитим областима и нивоима одлучивања. Његове главне одговорности могу укључивати:
- Стратешко планирање и управљање: Дефинисање мисије, визије и циљева организације, развој дугорочних планова, сарадња са управним или надзорним одборима (у непрофитним организацијама).
- Финансијски менаџмент: Израда и праћење буџета, рачуноводство, контрола трошкова, прикупљање средстава (fundraising), писање предлога пројеката за грантове и субвенције, тражење спонзорстава и донација.
- Маркетинг и развој публике: Истраживање тржишта/публике, развој маркетиншких стратегија, промоција догађаја и програма, брендирање организације, дигитални маркетинг, рад на привлачењу и задржавању публике.
- Односи с јавношћу (ПР): Комуникација са медијима, изградња имиџа организације или уметника, управљање кризним ситуацијама.
- Управљање људским ресурсима: Запошљавање, селекција и управљање запосленима, уметницима, сарадницима и волонтерима; развој тимова.
- Програмски менаџмент и кустоски послови: Планирање и организација уметничких програма, сезона, изложби, фестивала (често у сарадњи са уметничким директором или кустосом).
- Управљање објектима и логистика: Брига о простору (позоришна зграда, галерија, музеј), организација догађаја, техничка подршка, логистика турнеја и гостовања.
- Правни и административни послови: Обезбеђивање поштовања законских прописа, уговарање, администрација.
- Заговарање за уметност и културна политика: Ангажовање на промоцији значаја уметности и културе у друштву, сарадња са доносиоцима одлука, учешће у креирању културне политике.
- Менаџмент уметника (Artist Management): Заступање интереса индивидуалних уметника, уговарање наступа/изложби, развој каријере.

## Радна окружења
Менаџери у уметности и култури запослени су у широком спектру организација и институција:
- Позоришта (репертоарска, независна, фестивали)
- Музеји
- Галерије
- Оркестри, оперске куће, хорови
- Плесне компаније и центри
- Биоскопи и филмски фестивали
- Издавачке куће
- Библиотеке и архиви
- Фестивали различитих уметничких грана
- Уметничке школе, факултети и центри за образовање у уметности
- Центри за културу и домови културе
- Фондације и невладине организације у култури
- Државне институције (министарства културе, секретаријати за културу, савети за уметност)
- Агенције за менаџмент уметника
- Продуцентске куће
- Консултантске агенције специјализоване за културу

## Образовање и квалификације у Србији
У Србији, образовање за занимање менаџера у уметности и култури стиче се првенствено на Факултету драмских уметности у Београду, на Катедри за менаџмент и продукцију позоришта, радија и културе (основне, мастер и докторске студије). Такође, Универзитет уметности у Београду нуди интердисциплинарне мастер и докторске студије преко УНЕСКО Катедре за културну политику и менаџмент. Елементи менаџмента у култури могу се изучавати и на другим факултетима друштвено-хуманистичких наука (нпр. Факултет организационих наука, Економски факултет, Филозофски факултет - одељења за историју уметности, археологију итд.) као део специфичних модула или постдипломских програма.
Потребне квалификације обично подразумевају комбинацију знања из области уметности и културе са знањима из економије, маркетинга, права, организационих наука и комуникација.

## Значај професије
Менаџери у уметности играју виталну улогу у савременом културном екосистему. Они омогућавају уметницима да стварају, повезују уметничка дела са публиком, обезбеђују финансијску и организациону стабилност културних институција и пројеката, и доприносе развоју културних политика и доступности културе широј заједници. У окружењу где су ресурси за културу често ограничени, вештине и знања менаџера у уметности постају пресудни за опстанак и развој уметничког стваралаштва.